# Say (All I Need)
Singles de OneRepublic
Stop and Stare
(2007) Mercy
(2008)
Say (All I Need) (Dis (tous ce dont j'ai besoin)) est une chanson interprétée par le groupe de rock/pop OneRepublic. C'est le troisième single sorti de leur premier album Dreaming Out Loud, et il suit le succès global de leurs deux premiers qui ont été classés dans le top 10 Apologize et Stop and Stare.
Le leader du groupe, Ryan Tedder, a commenté que Say (All I Need) est sa chanson préférée sur l’album. Chacun des cinq membres de groupe : Ryan Tedder, Zach Filkins, Drew Brown, Eddie Fisher et Brent Kutzle a participé à l’écriture et à la composition de la chanson. Le single est sorti au Royaume-Uni le 2 juin 2008 et comporte la reprise d’une chanson de Duffy intitulé Mercy. Le single est sorti le 24 juin 2008 aux États-Unis.
La chanson a été enregistrée aux studios de Rocket Carousel à Culver City par le producteur Greg Wells et l'ingénieur Drew Pearson. La chanson a été jouée dans l'épisode 01x01 - Pilot de "The Vampire Diaries". Le refrain de la chanson a également été joué dans une saison de la série Laguna Beach : The Hills. Le 3 juillet 2008, OneRepublic a fait une apparition spéciale sur So You Think You Can Dance (saison 4) pour interpréter la chanson avec le reste de groupe.
En France, la chanson a été enregistrée comme un duo avec la chanteuse française Sheryfa Luna et a été intitulée Say (à l'infini).

## Clip
Le clip officiel de Say (All I Need) a été tourné à Paris, France et réalisé par Anthony Mandler. Partiellement en noir et blanc, la vidéo commence par le bruit des cloches d'église réveillant Ryan Tedder. Il met une veste, prend un petit calepin noir et quitte la maison.
Quand il quitte la maison il passe à côté de Chris Cornell, qui fait une courte apparition dans la vidéo. La musique commence et l'on voit Tedder marchant et courant parfois dans toute la ville près des lieux célèbres de Paris comme la basilique du Sacré-Cœur de Montmartre, apparemment à la recherche de quelque chose, alors que d'autres membres de groupe sont vus dans différents endroits dans toute la ville. Drew Brown est vu monter un scooter Vespa et Zach Filkins, Eddie Fisher, et Brent Kutzle sont montrés sur un pont et descendant quelques ruelles couvertes par des graffitis.
Le groupe est vu également interpréter la chanson dans un ancien abattoir à Paris reconverti un appartement pour les artistes. Pendant que la musique s'anime, Tedder court à travers la ville, entre dans un bâtiment et monte un escalier tortueux jusqu'au toit. L'atteignant, il a une impressionnante vue de la ville au coucher du soleil. Il sort alors le petit calepin noir de sa poche et il écrit, just say finissant la vidéo musicale.
Tedder expliqué la signification de la chanson ainsi : « Cette chanson parme d'être heureuse avec ce que l'on a dans la vie, et de ne pas être obsédé par ce que l'on n'a pas. Que ce soit une personne ou une relation, al'mour, ou le succès, voire la célébrité ». « Nous avons voulu faire un morceau de l'art et faire quelque chose belle et inspirante », a dit Tedder.

## Pistes
1. "Say (All I Need)" - 3:50

1. "Mercy" - 3:43

Pistes Français
1. "Say (A l'infini)" (feat. Sheryfa Luna) - 3:55

1. "Say (All I Need)" - 3:51

## Position dans les charts
Les mois avant la sortie officielle du single, « Say (All I Need) » avait déjà commencé apparaître sur les charts, comptant seulement les téléchargements. Il est sorti en novembre, (peu de temps après la sortie de Dreaming Out Loud) ; sur Billboard Hot Digital Songs la chanson a commencé au soixante-quinzième. Elle en est sorie quelques semaines plus tard. Elle y est réapparue sur Billboard Hot Digital Songs après sa sortie officielle au Royaume-Uni et a atteint le numéro cinquante et un. La chanson est entrée dans quelques autres charts européens, après sa sortie officielle. La chanson a été diffusée à la radio aux États-Unis la troisième semaine de juin 2008 et y a rencontré peu de succès.
| Charts (2007 avant sa sortie officielle) | Position |
| ---------------------------------------- | -------- |
| Hot 100 canadien                         | 75       |
| U.S. Billboard Pop 100                   | 70       |
| Charts (2008)                            | Position |
| UK Singles Chart                         | 51       |
| Chart irlandais des singles              | 48       |

## Sources
- (en) Cet article est partiellement ou en totalité issu de l’article de Wikipédia en anglais intitulé « Say (All I Need) » (voir la liste des auteurs).